# 短漫
短漫（： Jjaltoon），是韩国的网络漫画和YouTube频道，常用詼諧的方式呈現日常生活中的大小問題，其作者會將漫畫製作成動畫，再幫影片的主角配音，真人真面目公開後，作者被说漫畫中一點也不像，习惯偏向搞笑和奇怪的風格。画风被说誇張中帶一點魔性，作品人物有各种人、动物、魔鬼。